# Hele

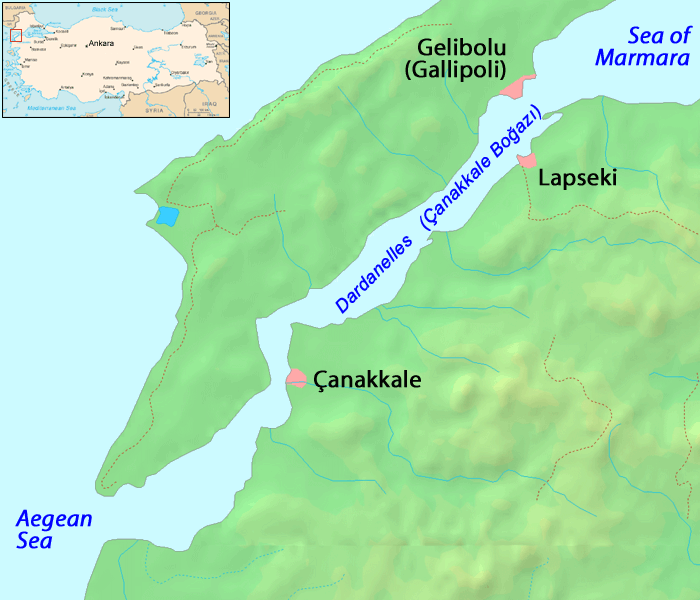
Detalhe do estreito de Dardanelos (Helesponto)

Hele,  na mitologia grega, é uma personagem relacionada à história de Jasão e os Argonautas. 
Hele era filha de Atamante e Nefele. Seu irmão se chamava Frixo, e ela tinha dois meios-irmãos, Learco e Melicertes, filhos de Atamante e Ino.
Ino fez um plano contra os filhos de Nefele: na hora da semeadura, ela molhou o trigo, o que fez com que a colheita anual fosse um fracasso. Atamante mandou mensageiros ao Oráculo de Delfos, mas Ino havia instruído os mensageiros a dizer que Frixo deveria ser sacrificado a Zeus.
Nefele, que tinha recebido um carneiro com o velo de ouro de Hermes, usou-o para voar para longe, levando Frixo e Hele; Hele, porém, caiu no mar, na região que seria chamada de Helesponto. Esta região, atualmente é chamada de estreito de Dardanelos, e separa a Europa da Ásia.